# Пиксис, Фридрих Вильгельм
Фридрих Вильгельм Пиксис (нем. Friedrich Wilhelm Pixis; 12 марта 1785, Мангейм, Священная Римская империя, — 20 октября 1842, Прага, Австрийская империя) — немецкий скрипач и музыкальный педагог.
Получил первые уроки музыки у своего отца-органиста, которого также звали Фридрих Вильгельм Пиксис, затем занимался под руководством ведущего мангеймского скрипача Игнаца Френцля. В 1798 году на протяжении месяца брал уроки у Джованни Баттиста Виотти, с 1805 года изучал композицию в Вене у Иоганна Альбрехтсбергера.
В молодые годы приобрёл известность концертами в дуэте со своим братом, пианистом Иоганном Петером Пиксисом, гастролировал в различных странах Европы, в том числе в России (1801—1802). С 1811 года преподавал в только что открывшейся Пражской консерватории, оказав большое влияние на складывание местной скрипичной школы. Учениками Пиксиса были, в частности, Ян Каливода, Мориц Мильднер, Раймунд Драйшок, Йозеф Чапек. Руководил также первым в Праге струнным квартетом, дававшим публичные концерты.